# Les Légions Noires
Les Légions Noires (també conegudes com The Black Legions, o LLN per a abreujar), van ser un grup de bandes de Black metal procedents del nord de França, la majoria dels voltants de la ciutat de Brest. Els treballs d'aquestes bandes solien estar limitats a un petit nombre de còpies, que eren distribuïdes entre coneguts i amics pròxims. Per aquesta mateixa raó, els treballs editats per LLN s'han transformat amb el pas dels anys en objectes estranys, cars i molt preuats entre els col·leccionistes.

## Història
Possiblement, aquest cercle es va crear a la fi de la dècada de 1980 i principis de la dècada de 1990, inspirats o com a resposta al black metal noruec i a l'Inner Circle (encara que existeixen dubtes sobre la real existència d'aquest "Inner Circle" o "Black Metal Mafia" tal com n'hi ha sobre la LLN). La seva filosofia no està encara molt clara, però es diu que manejaven l'ocultisme i el vampirisme. La banda Vlad Tepes és molt directa en els seus objectius en expressar en una entrevista "Som les legions negres de Satanàs, som els guerrers immortals de sang negra i imperial, som aquí per a pervertir a aquests cucs cristians i destruir-los en el nostre negre holocaust... Que està pròxim".
D'acord amb la revista Terrorizer, i la seva sèrie d'articles en 2005 sobre la història del Black metal: "Un parell de tios usant Corpsepaint, pertanyents a les bandes Mütiilation, Torgeist i Vlad Tepes es van dir a si mateixos 'The Black Legions' com un tribut a la llavors dita 'Black Màfia'" (en la que es deia que hi havia els noruecs Darkthrone i Burzum).
Els primers treballs dels membres de la LLN aparegueren entre 1990 i 1991. Les seves influències van ser admeses en el mateix article de Terrorizer. Aquest article també comentava "Si es parla de black metal, mai hem de descomptar a França, bàsicament perquè és la llar de les inescrutablement influents Legions Negres, d'una ridícula cruesa, durant mitjans de la dècada de 1990".
La influència de l'escena del black metal noruec va ser admesa per Wlad Drakksteim (Vlad Tepes). En una entrevista amb la revista Petrified va dir: "Qualsevol horda autèntica de black metal ha de tocar a l'estil del vell Bathory". El 1994, l'any del judici de Varg Vikernes acusat d'assassinar a Euronymous, Vlad Tepes va ser molt més crític que altres músics quant a aquest succés, i quan li van preguntar la seva opinió sobre aquest fet i sobre la "Norwegian Black Metal Mafia" va expressar: "Ells van fer moltes coses 'dolentes' a aquest món. Amb Euronymous mort, Mayhem queda arruïnat, però tant de bo que això pugui ajudar al fet que el black metal torni a la foscor. Euronymous ha d'estar en pau ara, per la qual cosa no em queixo per ell. Sobre Vikernes no tinc cap comentari a fer, crec que cada membre de LLN té la seva opinió personal".
Tal vegada la banda més coneguda de LLN sigui Mütiilation (banda d'un sol component formada per William Rousselm "Meyhna'ch"). Meyhna'ch va ser membre de les LLN entre 1994 i 1996. El 1995 va produir la revista "The Black Plague - First Chapter (And Maybe Last One)" en la qual s'entrevistaven alguns membres de la LLN, així com a les bandes. La revista, en format digital, continuaria circulant però per Internet.
Bandes com Mutiilation van fer alguns concerts, encara que unes altres com Vlad Tepes negaven qualsevol intenció de tocar per a una audiència.
Aparentment, a finalitats de la dècada de 1990 LLN va deixar d'existir.

## Rumors
- Aäkon Këëtrëh feia els seus treballs i assajava en un castell a Brest (aquest castell pertanyia a la família d'un dels integrants de Aäkon këëtrëh).

- Algunes bandes van realitzar les seves demos amb un micròfon folrat amb el cadàver d'una rata durant mesos, per a mantenir un toc "podrit" en els seus enregistraments.

- Molts dels integrants de LLN van rebutjar al cantant de Aäkon Këëtrëh pel fet que era un drogoaddicte (per a ells, consumir drogues era “inacceptable”).

- Es diu que LLN es va acabar el 1997, quan van expulsar a Mütiilation per l'addicció de Willy a les drogues. Altres versions diuen que es va acabar perquè els seus treballs estaven caient a "les mans equivocades".

## Fakes i paròdies
Alguns fanes han tractat de recrear el so d'aquestes bandes, i llancen material sota logo de les bandes de LLN, alguns exemples són Boreb, Ôìëlôtröpòtëp, Hölgräpezúvzaubervörké, Lepetitgrëgorytvrezorkre, i Vorlevrunkzrevborposphinctre. També moltes bandes de black metal procedents de França han estat confoses, ja que en alguns casos el seu so és molt semblant a les de LLN, per exemple podem esmentar les bandes post-1995 de Meyhna'ch com Gestapo 666, Hell Militia i Malicious Secrets. Fins i tot el grup finlandès Satanic Warmaster ha estat confós, especialment "per usar símbols semblants als de les LLN".

## Bandes i Projectes
| Músics: AäK = Lord Aäkon Këëtrëh BLT = Lord Beleth'Rim VRD = Vordb Bathor Ecsed (aka Vordb Dreagvor Uezeerb) WOR = Worlok Drakksteim (aka Vorlok Drakkstein) WLD = Wlad Drakksteim (aka Vlad Drakkstein) NFL = Nifleim NAI = Naimlambre KRS = Krissagrazabeth MYH = Meyhna'ch ADS = A Dark Soul |  | Funció: ┿ = membre (┿) = membre passat/fundador all = tots els instruments ba = bateria vo = veu gt = guitarra bj = baix |

| Nom del Projecte   | AäK | BLT    | VRD          | WOR    | WLD        | NFL  | NAI | D.K. | MYH | KRS  | ADS | Publicacions         |
| ------------------ | --- | ------ | ------------ | ------ | ---------- | ---- | --- | ---- | --- | ---- | --- | -------------------- |
| Aäkon Këëtrëh      | ┿   |        |              |        |            |      |     |      |     |      |     | 3 demos              |
| Amaka Hahina       |     | ┿      |              |        |            |      |     |      |     |      |     | 3 demos, 1 cd        |
| Belathuzur         | (┿) |        |              |        |            |      |     |      |     | ba   |     | 2 demos              |
| Belketre           | ┿   |        | ┿            |        |            |      |     |      |     |      |     | 4 demos, 1 cd        |
| Black Murder       |     |        | ┿            | ┿      | ┿          |      |     |      |     |      |     | 2 demos              |
| Brenoritvrezorkre  |     |        | (vo, gt, ba) | ┿      |            | ba   |     |      |     |      |     | 4 demos              |
| Dzlvarv            |     |        | ┿            |        |            |      |     |      |     |      |     | 1 demo               |
| Moëvöt             |     |        | ┿            |        |            |      | ┿   |      |     |      |     | 7 demos              |
| Mogoutre           |     |        |              | ┿      | ┿          |      |     |      |     |      |     | 1 demo               |
| Mütiilation        |     |        |              |        |            |      |     |      | ┿   | (ba) |     | 6 demos, 6 CD, 2 eps |
| Satanicum Tenebrae |     |        |              |        |            |      |     |      | all |      |     | 3 demos              |
| Seviss             |     |        |              |        | ┿          |      |     |      |     |      |     | 2 demos              |
| Susvourtre         |     |        | ba           | vo, bj |            |      |     |      |     |      |     | 1 demo               |
| Torgeist           | gt  | gt, vo | bj           |        |            |      |     |      |     |      | ba  | 3 demos, 1 cd        |
| Vermeth            |     | all    |              |        |            |      |     |      |     |      |     | 2 CD                 |
| Vagézaryavtre      |     |        |              | ┿      |            |      |     |      |     |      |     | 1 demo               |
| Vérmyapre Kommando |     |        |              | bj     | gt, vo, ba | (ba) |     |      |     |      |     | 1 demo               |
| Vlad Tepes         |     |        |              | bj, vo | vo, gt, ba | (ba) |     | (ba) |     |      |     | 10 demos, 2 CD       |
| Vzaeurvbtre        |     |        | ┿            |        | ┿          |      |     |      |     |      |     | 3 demos              |